# Deutsche Gemmologische Gesellschaft
Die Deutsche Gemmologische Gesellschaft e.V. (DGemG) (Deutsche Gesellschaft für Edelsteinkunde) ist eine gemeinnützige technisch-wissenschaftliche Vereinigung auf dem Gebiet der Gemmologie (Edelsteinkunde) mit Sitz in der Edelsteinmetropole Idar-Oberstein. Sie wurde 1932 gegründet und gehört zu den drei ältesten gemmologischen Instituten weltweit.
Die beiden wichtigsten in der Satzung verankerten Zwecke sind die Förderung der Gemmologie als Wissenschaft und Technik sowie die Entwicklung der Aus- und Weiterbildung auf edelsteinkundlichem Gebiet.

## Geschichte
Gegründet wurde die Deutsche Gesellschaft für Edelsteinkunde 1932 durch den Idar-Obersteiner Edelsteinhändler und Gemmologen Georg Otto Wild. Sie gehört damit zu den drei ältesten gemmologischen Instituten weltweit.
Edelsteinkundliche Lehrgänge werden seit 1935 angeboten und seit 1952 ist sie Herausgeberin der Zeitschrift „GEMMOLOGIE. Zeitschrift der Deutschen Gemmologischen Gesellschaft“. Von 1935 bis 1975 fanden die gemmologischen Lehrgänge in der Gewerbehalle in Idar-Oberstein statt.
1968 erfolgte die Umbenennung der Gesellschaft in „Deutsche Gemmologische Gesellschaft e.V.“ (DGemG). Es folgte die Systematisierung des Aus- und Weiterbildungswesens in die drei Bildungsbereiche Edelsteinkunde, Diamantenkunde und Perlen/organische Substanzen. Die entsprechende Grundlagenforschung und angewandte Edelsteinforschung wurde an der Universität Heidelberg betrieben.
Die DGemG gründete 1969 die „Professor-Dr.-Karl-Schlossmacher-Stiftung“ (benannt zu Ehren von Karl Schlossmacher), welche seit 1979 als „Deutsche Stiftung Edelsteinforschung“ (DSEF) weitergeführt wird. 1975 war das Eröffnungsjahr des Hauses der Deutschen Gemmologischen Gesellschaft in der Professor-Schlossmacher-Straße und Einrichtung des Deutschen Gemmologischen Ausbildungszentrums – Deutsches Berufsförderungswerk für Edelsteinkunde. 1986 kam es zur Einführung der internationalen Qualifikation F.G.G., Fachmitglied der Deutschen Gemmologischen Gesellschaft (Fellow of the German Gemmological Association). Zu dieser Zeit wurden Projekte zur wirtschaftsnahen Forschung durch das Wirtschaftsministerium Rheinland-Pfalz gefördert.
Im Jahr 2000 erfolgte eine Reformierung der Aus- und Weiterbildungsseminare und Lehrinhalte zu einem branchenorientierten Bildungsprogramm sowie 2009 eine Zertifizierung der Gesellschaft als Träger für die Förderung der beruflichen Weiterbildung gemäß der Anerkennungs- und Zulassungsverordnung Weiterbildung (AZWV) und Zertifizierung der Aus- und Weiterbildungsprogramme.

## Kooperationen
Die Deutsche Gemmologische Gesellschaft e.V. pflegt enge Zusammenarbeit in Forschung und Lehre mit geowissenschaftlichen Instituten deutscher Hochschulen wie beispielsweise mit der Universitäten Mainz, Heidelberg, Hamburg, Würzburg, Bonn, der Fachhochschule Rheinland-Pfalz und  gemmologischen Gesellschaften, Instituten und Laboratorien weltweit.
Mitarbeiter der DGemG wirken als Vertreter der deutschen Gemmologie in internationalen Gremien des Wirtschaftsbereichs Edelsteine und Schmuck, wie der Internationalen Gemmologenkonferenz (IGC), der International Coloured Gemstone Association (ICA), der World Jewellery Confederation CIBJO, der Gemstone Industry and Laboratory Conference (GILC) und der Federation for European Education in Gemmology (FEEG).

## Mitgliedschaft
Die Mitgliedschaft in der Deutschen Gemmologischen Gesellschaft e.V. steht  jedem offen. Sie umfasst
- Zugang zu Branchen- bzw. Fachveranstaltungen, wie z. B. Messen oder Tagungen
- den Bezug der Zeitschrift „GEMMOLOGIE. Zeitschrift der Deutschen Gemmologischen Gesellschaft“ mit verschiedenen Artikeln zu gemmologischen Themen
- den Online-Zugang zur Zeitschrift „GEMMOLOGIE. Zeitschrift der Deutschen Gemmologischen Gesellschaft“[11]
- den vierteljährlichen Bezug des Newsletters der Deutschen Gemmologischen Gesellschaft e.V.
- Zugang zur Online-Edelsteinbibliothek der Deutschen Gemmologischen Gesellschaft e.V.[12]
- Zwei Tagungen pro Jahr mit gemmologischen Fachvorträgen von Referenten aus Wissenschaft und Praxis und/oder Workshops mit der Gelegenheit die Exponate zum jeweiligen Thema selbst untersuchen zu können
- Die Möglichkeit der Erlangung des Titels Fachmitglied der Deutschen Gemmologischen Gesellschaft (FGG) nach Teilnahme an den Bildungsprogrammen der DGemG mit der Verpflichtung der Weiterbildung in Fortbildungsseminaren.

## Zeitschrift der DGemG
GEMMOLOGIE. Zeitschrift der Deutschen Gemmologischen Gesellschaft ist in erster Linie eine technisch-wissenschaftliche Publikation für die Mitglieder der Deutschen Gemmologischen Gesellschaft. Sie erscheint seit 1952 in regelmäßigen Abständen, zurzeit in zwei Doppelheften jährlich, und beinhaltet Artikel über Ergebnisse der Edelsteinforschung und Edelsteinuntersuchung sowie gemmologische Kurzinformationen.

## Aus- und Weiterbildung
Nach Eigendarstellung besuchten etwa 30.000 Seminarteilnehmer aus 80 Ländern Lehrgänge und Bildungsprogramme der DGemG, die in deutscher und englischer Sprache angeboten werden. Sie gliedern sich in Edelsteinkunde (Gemmologie), Diamantenkunde (Graduierung) und Perlen/organische Substanzen.
Nach Abschluss der Fachprüfung, die alle drei Bildungsprogramme umfasst, erhält der Teilnehmer den Befähigungsnachweis, selbstständig Edelsteinbefundberichte auszustellen und kann den Titel „Fachmitglied der Deutschen Gemmologischen Gesellschaft“ (F.G.G.) erwerben. Das Ausbildungszentrum inmitten der Edelsteinmetropole Idar-Oberstein verfügt über Seminar- und Laborräume sowie eine Lehrsammlung.

## Forschung
Die Deutsche Gemmologische Gesellschaft e.V. unterstützt sowohl die Grundlagen- als auch angewandte Forschung auf allen Gebieten der Gemmologie, insbesondere durch die satzungsgemäße Förderung der Deutschen Stiftung Edelsteinforschung (DSEF). Die Forschungsinhalte gliedern sich in die  Schwerpunkte:
- Bestimmung der Eigenschaften neuer Edelsteinmaterialien
- Erfassung herkunftsspezifischer Charakteristika von Edelsteinen
- Unterscheidungsmerkmale von Edelsteinen und Synthesen, Imitationen und künstlichen Produkten
- Bestimmung der Erkennungsmerkmale künstlich eigenschaftsveränderter Edelsteinmaterialien

Die hieraus erhaltenen Ergebnisse unterliegen einem aktuellen Technologietransfer in die Branche durch Veröffentlichung z. B. in der eigenen Zeitschrift „GEMMOLOGIE“, Vorträge und Fachtagungen im In- und Ausland (u. a. eigene Arbeitstagungen) sowie inhaltliche Berücksichtigung in den Bildungsprogrammen des Deutschen Gemmologischen Ausbildungszentrums. Das Labor der Deutschen Stiftung Edelsteinforschung (DSEF) erfüllt heute Anforderungen einer internationalen gemmologischen Serviceeinrichtung für die Branche. Edelsteinbestimmung und Echtheitsprüfung, Erstellung von Befundberichten internationalen Standards auf Herkunft und mögliche künstliche Eigenschaftsveränderungen von Farbedelsteinen mit  Untersuchungsverfahren umfassen das Angebot der DSEF ebenso wie Untersuchungen wie z. B. der Farbechtheit von Diamanten oder Farbursachen von Farbedelsteinen als auch die Bestimmung von Perlen und Zuchtperlen.